# Horacio Fontova
Horacio González Fontova (30 de outubro de 1946 – 20 de abril de 2020) foi um ator, cantor, compositor e comediante argentino. Ele nasceu em Buenos Aires e era conhecido pelos seus papeis em The Plague (1992), Aballay (2011) e Underdogs (2013). Ele apareceu na histórica série de televisão argentina Algo habrán hecho por la historia argentina.
Fontova morreu de cancro em Buenos Aires no dia 20 de abril de 2020, aos 73 anos.